# Стоунвілл (Північна Кароліна)
Стоунвілл (англ. Stoneville) — місто (англ. town) в США, в окрузі Рокінґгем штату Північна Кароліна. Населення — 1308 осіб (2020).

## Географія
Стоунвілл розташований за координатами 36°27′58″ пн. ш. 79°54′22″ зх. д. / 36.46611° пн. ш. 79.90611° зх. д. (36.466212, -79.906135).  За даними Бюро перепису населення США в 2010 році місто мало площу 3,35 км², уся площа — суходіл. В 2017 році площа становила 3,70 км², уся площа — суходіл.

## Демографія
Згідно з переписом 2010 року, у місті мешкало 1056 осіб у 464 домогосподарствах у складі 299 родин. Густота населення становила 315 осіб/км².  Було 537 помешкань (160/км²).
Расовий склад населення:
| - 78,6 % — білих - 16,2 % — чорних або афроамериканців - 0,3 % — азіатів - 0,2 % — корінних американців - 0,1 % — вихідців з тихоокеанських островів - 2,0 % — осіб інших рас |

До двох чи більше рас належало 2,7 %. Частка іспаномовних становила 3,8 % від усіх жителів.
За віковим діапазоном населення розподілялося таким чином: 22,1 % — особи молодші 18 років, 57,7 % — особи у віці 18—64 років, 20,2 % — особи у віці 65 років та старші. Медіана віку мешканця становила 42,6 року. На 100 осіб жіночої статі у місті припадало 86,2 чоловіків;  на 100 жінок у віці від 18 років та старших — 83,7 чоловіків також старших 18 років.
Середній дохід на одне домашнє господарство  становив 46 027 доларів США (медіана — 38 313), а середній дохід на одну сім'ю — 53 186 доларів (медіана — 42 026). Медіана доходів становила 35 893 долари для чоловіків та 26 941 долар для жінок. За межею бідності перебувало 10,6 % осіб, у тому числі 11,2 % дітей у віці до 18 років та 17,2 % осіб у віці 65 років та старших.
Цивільне працевлаштоване населення становило 604 особи. Основні галузі зайнятості: виробництво — 21,7 %, освіта, охорона здоров'я та соціальна допомога — 19,4 %, роздрібна торгівля — 13,4 %, науковці, спеціалісти, менеджери — 9,9 %.